# Quequeisque Fútbol Club
El Quequeisque Fútbol Club es un equipo de fútbol de El Salvador que juega en la Tercera División de El Salvador, la tercera categoría de fútbol en el país.

## Historia
Fue fundado en el año 1896 en la ciudad de Nueva San Salvador con el nombre CD Quequeisque por Walter Soundy y es el equipo de fútbol más antiguo de El Salvador y uno de los equipos fundadores de la Primera División de El Salvador en 1926. Su nombre viene de la granja que lleva ese nombre ubicada en la ciudad de Santa Tecla, propiedad del fundador del club.
Es uno de los dos equipos de El Salvador en ganar 5 títulos de la Primera División de El Salvador de manera consecutiva y también el único campeón del distrito central del El Salvador, también considerado como título nacional.
También participó en el primer torneo real a nivel nacional disputado en 1947 y permaneció en el hasta la temporada de 1963/64 luego de descender. El equipo desapareció en el año 1968.

### Refundación
En el año 2015, Jorge Rosa adquirió la franquicia del Real Destroyer de la Segunda División de El Salvador y regresa a la competición en la temporada 2015/16 con su nombre actual,
pero en la temporada 2016/2017 desapareció de la liga de plata tras incumplimiento de salario a jugadores y cuerpo técnico. Actualmente milita en tercera division tras la compra de franquicia al San Rafael Cedros en la temporada 2017/2018.

## Palmarés
| Competición nacional                | Ttitulos           | Subtítulos         |
| ----------------------------------- | ------------------ | ------------------ |
| Primera División de El Salvador (2) | 1942 y 1943.       |                    |
|                                     |                    |                    |
| Liga de Ascenso (2/2)               | 1957-58 y 1964-65. | 1959-60 y 1966-67. |

| Competición regional           | Ttitulos           | Subtítulos |
| ------------------------------ | ------------------ | ---------- |
| Zona Centro de El Salvador (3) | 1941, 1944 y 1945. |            |

Sin Embargo estos títulos regionales se consideran nacionales.

## Entrenadores

### Entrenadores destacados
- Emerson Pinto (Dec 2020 –)
- Marcelo Estrada[4]
- Jorge Calles (July 2015 – Nov 2015)
- Mauricio Alfaro (Nov 2015–Feb 2016)
- Luis Guevara Mora (Feb 2016- Jun 2017)